# 飯島早紀 (バスケットボール)
飯島 早紀（いいじま さき、1992年2月21日 - ）は、日本の女子バスケットボール選手である。ポジションはシューティングガード。韓国・WKBLの富川ハナ銀行所属。

## 来歴
長野県出身。
東海大三高校で全国大会出場し、東海大学に進学。
卒業後の2014年、当時関東実業団リーグに降格していた山梨クィーンビーズに加入。2016-17シーズンからのWリーグ復帰に貢献。
2018年、新潟アルビレックスBBラビッツに移籍。
2019年3月9日、スポルディングと日本の女子バスケットボール選手として初となるブランドアンバサダー契約を締結。
5月、トヨタ紡織サンシャインラビッツに移籍。
2020-21シーズンのWリーグ西地区において3ポイントシュート成功率リーダーズを受賞。
2023年トヨタ紡織を退団。アイシン ウィングスに移籍。
2024年、アイシンを退団し韓国・WKBLにて同年度より開始したアジアクォーター制度を利用して釜山BNKサムに移籍、チーム初のリーグ優勝に貢献した。
2025年、WKBLアジアクォータードラフトで富川ハナ銀行に全体1位で指名される。

## 受賞歴
- 2018-19 Wリーグスティール
- 2020-21 Wリーグ西地区3ポイントシュート成功率[4]